# リンカーン伯爵
リンカーン伯爵（英語: Earl of Lincoln）は、イングランド貴族の伯爵位。
過去に8回創設されており、現存する8期目のリンカーン伯爵位は1572年に9代クリントン男爵エドワード・クリントンがイングランド貴族爵位として叙されたのに始まる。1768年には9代リンカーン伯爵ヘンリー・ペラム＝クリントンが伯父トマス・ペラム＝ホリスからニューカッスル公爵位を継承し、姓名を「ペラム＝クリントン」に改めた。
以降リンカーン伯爵位はニューカッスル公爵位の従属爵位としてペラム＝クリントン家に継承されていたが、ニューカッスル公爵位は1988年に継承者が絶えて廃絶した。一方リンカーン伯爵位は2代リンカーン伯まで遡っての分流のファインズ＝クリントン家によって継承されて現存している。

## リンカーン伯 第1期（1143年）
- 初代リンカーン伯・初代アランデル伯爵ウィリアム・ド・オービニー（1109年頃 - 1176年）

## リンカーン伯 第2期（1143年以降）
- 初代リンカーン伯ウィリアム・ド・ルマール（英語版）（1096年 - 1155年）（王領に戻る）

## リンカーン伯 第3期（1149年頃）
- 初代リンカーン伯ギルバート・ド・ガント（英語版）（1120年 - 1156年）（王領に戻る）

## リンカーン伯 第4期（1217年）
- 1217年 - 1231年　初代リンカーン伯爵ラヌルフ・ド・ブロンドヴィル（英語版）（1172年 - 1232年）
- 1231年 - 1232年　初代リンカーン女伯爵ハウィス・オブ・チェスター（1180年 - 1242年頃）（1231年4月に生前贈与として受ける）
- 1232年 - 1266年　第2代リンカーン女伯爵マーガレット・ド・クインシー（1206年頃 - 1266年）（1232年11月23日に生前贈与として受ける）
- 1232年 - 1240年　第2代リンカーン伯爵ジョン・ド・レイシー（英語版）（1192年 - 1240年）（妻マーガレット・ド・クインシーの権利による）
- 1272年 - 1311年　第3代リンカーン伯爵ヘンリー・ド・レイシー（英語版）（1251年 - 1311年）（1266年から1272年まで母アリス・オブ・サルッツォが後見人として伯爵領を管理）
- 1311年 - 1348年　第4代リンカーン女伯爵アリス・ド・レイシー（1281年 - 1348年）（第5代ソールズベリー女伯、後継者なく王領へ返還）

## リンカーン伯 第5期（1349年）
- ランカスター公を参照

## リンカーン伯 第6期（1467年）
- 初代リンカーン伯爵ジョン・ド・ラ・ポール（1462年 - 1487年）

## リンカーン伯 第7期（1525年）
- 初代リンカーン伯爵ヘンリー・ブランドン（英語版）（1516年 - 1534年）

## リンカーン伯 第8期（1572年）
- 初代リンカーン伯エドワード・クリントン（1512年 - 1585年）
- 2代リンカーン伯ヘンリー・クリントン（英語版）（1539年 - 1616年）
- 3代リンカーン伯トマス・クリントン（英語版）（1568年 - 1619年）
- 4代リンカーン伯シオフィラス・クリントン（英語版）（1600年 - 1667年）
- 5代リンカーン伯エドワード・クリントン（- 1692年）
- 6代リンカーン伯フランシス・クリントン（1635年 - 1693年）
- 7代リンカーン伯ヘンリー・クリントン（1684年 - 1728年）
- 8代リンカーン伯ジョージ・クリントン（1718年 - 1730年）
- 2代ニューカッスル公・9代リンカーン伯ヘンリー・ファインズ・ペラム＝クリントン（1720年 - 1794年）
  - 伯父トマス・ペラム＝ホリスからニューカッスル＝アンダー＝ライン公爵位を継承
- 3代ニューカッスル公・10代リンカン伯トマス・ペラム＝クリントン（1752年 - 1795年）
- 4代ニューカッスル公・11代リンカーン伯ヘンリー・ペラム・ファインズ・ペラム＝クリントン（1785年 - 1851年）
- 5代ニューカッスル公・12代リンカーン伯ヘンリー・ペラム・ファインズ・ペラム＝クリントン（1811年 - 1864年）
- 6代ニューカッスル公・13代リンカーン伯ヘンリー・ペラム・アレグザンダー・ペラム＝クリントン（英語版）（1834年 - 1879年）
- 7代ニューカッスル公・14代リンカーン伯ヘンリー・ペラム・アーチボルド・ダグラス・ペラム＝クリントン（英語版）（1864年 - 1928年）
- 8代ニューカッスル公・15代リンカーン伯ヘンリー・フランシス・ホープ・ペラム＝クリントン＝ホープ（英語版）（1866年 - 1941年）
- 9代ニューカッスル公・16代リンカーン伯ヘンリー・エドワード・ヒュー・ペラム＝クリントン＝ホープ（英語版）（1907年 - 1988年）
- 10代ニューカッスル公・17代リンカーン伯エドワード・チャールズ・ペラム＝クリントン（英語版）（1920年 - 1988年）
  - ニューカッスル＝アンダー＝ライン公爵位廃絶
- 18代リンカーン伯エドワード・ホレイス・ファインズ＝クリントン（英語版）（1913年 - 2001年）; 10代ニューカッスル公の十従兄弟
- 19代リンカーン伯ロバート・エドワード・ファインズ＝クリントン (1972年 - ）

法定推定相続人はいない。推定相続人は現当主の弟ウィリアム・ロイ・ハウソン（1980年 - ）。彼は1996年に政府の許可を得てハウソンに改姓している。2015年現在、彼と彼の息子ジョーダン・ライダー・ハウソン（2004年 - ）のみが継承可能な人物。

## 家系図
| 8代クリントン男爵 トマス・クリントン (1490–1517)                                            |                                                                                             |                                                                                             |                                                                                             |                                                                                             |                                                                                             |                                                                            |                                                                            |                                                                                |                                                                                |                                                                                |                                                                                |                                                                                      |                                                                                      |                                                                                      |                                                                                      |                                                                                      |                                                                                      |                              |                              |                                                                                                  |                                                                                                  |                                                                                                  |                                                                                                  |                                                                                                  |                                                                                                  |                                                          |                                                          |                                                          |                                                          |  |  |                                                                        |                                                                        |                                                                        |                                                                        |                                                                        |                                                                        |  |  |  |  |  |  |  |  |  |  |  |  |  |  |  |  |  |  |  |  |  |  |  |  |
|                                                                                             |                                                                                             |                                                                                             |                                                                                             |                                                                                             |                                                                                             |                                                                            |                                                                            |                                                                                |                                                                                |                                                                                |                                                                                |                                                                                      |                                                                                      |                                                                                      |                                                                                      |                                                                                      |                                                                                      |                              |                              |                                                                                                  |                                                                                                  |                                                                                                  |                                                                                                  |                                                                                                  |                                                                                                  |                                                          |                                                          |                                                          |                                                          |  |  |                                                                        |                                                                        |                                                                        |                                                                        |                                                                        |                                                                        |  |  |  |  |  |  |  |  |  |  |  |  |  |  |  |  |  |  |  |  |  |  |  |  |
| リンカーン伯爵, 1572                                                                        |                                                                                             |                                                                                             |                                                                                             |                                                                                             |                                                                                             |                                                                            |                                                                            |                                                                                |                                                                                |                                                                                |                                                                                |                                                                                      |                                                                                      |                                                                                      |                                                                                      |                                                                                      |                                                                                      |                              |                              |                                                                                                  |                                                                                                  |                                                                                                  |                                                                                                  |                                                                                                  |                                                                                                  |                                                          |                                                          |                                                          |                                                          |  |  |                                                                        |                                                                        |                                                                        |                                                                        |                                                                        |                                                                        |  |  |  |  |  |  |  |  |  |  |  |  |  |  |  |  |  |  |  |  |  |  |  |  |
| 初代リンカーン伯 9代クリントン男爵 エドワード・クリントン (1512–1585)                       |                                                                                             |                                                                                             |                                                                                             |                                                                                             |                                                                                             |                                                                            |                                                                            |                                                                                |                                                                                |                                                                                |                                                                                |                                                                                      |                                                                                      |                                                                                      |                                                                                      |                                                                                      |                                                                                      |                              |                              |                                                                                                  |                                                                                                  |                                                                                                  |                                                                                                  |                                                                                                  |                                                                                                  |                                                          |                                                          |                                                          |                                                          |  |  |                                                                        |                                                                        |                                                                        |                                                                        |                                                                        |                                                                        |  |  |  |  |  |  |  |  |  |  |  |  |  |  |  |  |  |  |  |  |  |  |  |  |
|                                                                                             |                                                                                             |                                                                                             |                                                                                             |                                                                                             |                                                                                             |                                                                            |                                                                            |                                                                                |                                                                                |                                                                                |                                                                                |                                                                                      |                                                                                      |                                                                                      |                                                                                      |                                                                                      |                                                                                      |                              |                              |                                                                                                  |                                                                                                  |                                                                                                  |                                                                                                  |                                                                                                  |                                                                                                  |                                                          |                                                          |                                                          |                                                          |  |  |                                                                        |                                                                        |                                                                        |                                                                        |                                                                        |                                                                        |  |  |  |  |  |  |  |  |  |  |  |  |  |  |  |  |  |  |  |  |  |  |  |  |
| 2代リンカーン伯 10代クリントン男爵 ヘンリー・クリントン (1539–1616)                         |                                                                                             |                                                                                             |                                                                                             |                                                                                             |                                                                                             |                                                                            |                                                                            |                                                                                |                                                                                |                                                                                |                                                                                |                                                                                      |                                                                                      |                                                                                      |                                                                                      |                                                                                      |                                                                                      |                              |                              |                                                                                                  |                                                                                                  |                                                                                                  |                                                                                                  |                                                                                                  |                                                                                                  |                                                          |                                                          |                                                          |                                                          |  |  |                                                                        |                                                                        |                                                                        |                                                                        |                                                                        |                                                                        |  |  |  |  |  |  |  |  |  |  |  |  |  |  |  |  |  |  |  |  |  |  |  |  |
|                                                                                             |                                                                                             |                                                                                             |                                                                                             |                                                                                             |                                                                                             |                                                                            |                                                                            |                                                                                |                                                                                |                                                                                |                                                                                |                                                                                      |                                                                                      |                                                                                      |                                                                                      |                                                                                      |                                                                                      |                              |                              |                                                                                                  |                                                                                                  |                                                                                                  |                                                                                                  |                                                                                                  |                                                                                                  |                                                          |                                                          |                                                          |                                                          |  |  |                                                                        |                                                                        |                                                                        |                                                                        |                                                                        |                                                                        |  |  |  |  |  |  |  |  |  |  |  |  |  |  |  |  |  |  |  |  |  |  |  |  |
|                                                                                             |                                                                                             |                                                                                             |                                                                                             |                                                                                             |                                                                                             |                                                                            |                                                                            |                                                                                |                                                                                |                                                                                |                                                                                |                                                                                      |                                                                                      |                                                                                      |                                                                                      |                                                                                      |                                                                                      |                              |                              |                                                                                                  |                                                                                                  |                                                                                                  |                                                                                                  |                                                                                                  |                                                                                                  |                                                          |                                                          |                                                          |                                                          |  |  |                                                                        |                                                                        |                                                                        |                                                                        |                                                                        |                                                                        |  |  |  |  |  |  |  |  |  |  |  |  |  |  |  |  |  |  |  |  |  |  |  |  |
| 3代リンカーン伯 11代クリントン男爵 トマス・クリントン (1568–1619)                           | 3代リンカーン伯 11代クリントン男爵 トマス・クリントン (1568–1619)                           | 3代リンカーン伯 11代クリントン男爵 トマス・クリントン (1568–1619)                           | 3代リンカーン伯 11代クリントン男爵 トマス・クリントン (1568–1619)                           | 3代リンカーン伯 11代クリントン男爵 トマス・クリントン (1568–1619)                           | 3代リンカーン伯 11代クリントン男爵 トマス・クリントン (1568–1619)                           |                                                                            |                                                                            | エドワード・クリントン                                                         | エドワード・クリントン                                                         | エドワード・クリントン                                                         | エドワード・クリントン                                                         | エドワード・クリントン                                                               | エドワード・クリントン                                                               |                                                                                      |                                                                                      |                                                                                      |                                                                                      |                              |                              |                                                                                                  |                                                                                                  |                                                                                                  |                                                                                                  |                                                                                                  |                                                                                                  |                                                          |                                                          |                                                          |                                                          |  |  | ヘンリー・クリントン 別名フィンズ                                      | ヘンリー・クリントン 別名フィンズ                                      | ヘンリー・クリントン 別名フィンズ                                      | ヘンリー・クリントン 別名フィンズ                                      | ヘンリー・クリントン 別名フィンズ                                      | ヘンリー・クリントン 別名フィンズ                                      |  |  |  |  |  |  |  |  |  |  |  |  |  |  |  |  |  |  |  |  |  |  |  |  |
| 3代リンカーン伯 11代クリントン男爵 トマス・クリントン (1568–1619)                           | 3代リンカーン伯 11代クリントン男爵 トマス・クリントン (1568–1619)                           | 3代リンカーン伯 11代クリントン男爵 トマス・クリントン (1568–1619)                           | 3代リンカーン伯 11代クリントン男爵 トマス・クリントン (1568–1619)                           | 3代リンカーン伯 11代クリントン男爵 トマス・クリントン (1568–1619)                           | 3代リンカーン伯 11代クリントン男爵 トマス・クリントン (1568–1619)                           |                                                                            |                                                                            | エドワード・クリントン                                                         | エドワード・クリントン                                                         | エドワード・クリントン                                                         | エドワード・クリントン                                                         | エドワード・クリントン                                                               | エドワード・クリントン                                                               |                                                                                      |                                                                                      |                                                                                      |                                                                                      |                              |                              |                                                                                                  |                                                                                                  |                                                                                                  |                                                                                                  |                                                                                                  |                                                                                                  |                                                          |                                                          |                                                          |                                                          |  |  | ヘンリー・クリントン 別名フィンズ                                      | ヘンリー・クリントン 別名フィンズ                                      | ヘンリー・クリントン 別名フィンズ                                      | ヘンリー・クリントン 別名フィンズ                                      | ヘンリー・クリントン 別名フィンズ                                      | ヘンリー・クリントン 別名フィンズ                                      |  |  |  |  |  |  |  |  |  |  |  |  |  |  |  |  |  |  |  |  |  |  |  |  |
| 4代リンカーン伯 12代クリントン男爵 シオフィラス・クリントン (1600–1667)                     | 4代リンカーン伯 12代クリントン男爵 シオフィラス・クリントン (1600–1667)                     | 4代リンカーン伯 12代クリントン男爵 シオフィラス・クリントン (1600–1667)                     | 4代リンカーン伯 12代クリントン男爵 シオフィラス・クリントン (1600–1667)                     | 4代リンカーン伯 12代クリントン男爵 シオフィラス・クリントン (1600–1667)                     | 4代リンカーン伯 12代クリントン男爵 シオフィラス・クリントン (1600–1667)                     |                                                                            |                                                                            | フランシス・クリントン (?-1681/2)                                              | フランシス・クリントン (?-1681/2)                                              | フランシス・クリントン (?-1681/2)                                              | フランシス・クリントン (?-1681/2)                                              | フランシス・クリントン (?-1681/2)                                                    | フランシス・クリントン (?-1681/2)                                                    |                                                                                      |                                                                                      |                                                                                      |                                                                                      |                              |                              |                                                                                                  |                                                                                                  |                                                                                                  |                                                                                                  |                                                                                                  |                                                                                                  |                                                          |                                                          |                                                          |                                                          |  |  | ノリス・フィンズ (?-1693)                                              | ノリス・フィンズ (?-1693)                                              | ノリス・フィンズ (?-1693)                                              | ノリス・フィンズ (?-1693)                                              | ノリス・フィンズ (?-1693)                                              | ノリス・フィンズ (?-1693)                                              |  |  |  |  |  |  |  |  |  |  |  |  |  |  |  |  |  |  |  |  |  |  |  |  |
| 4代リンカーン伯 12代クリントン男爵 シオフィラス・クリントン (1600–1667)                     | 4代リンカーン伯 12代クリントン男爵 シオフィラス・クリントン (1600–1667)                     | 4代リンカーン伯 12代クリントン男爵 シオフィラス・クリントン (1600–1667)                     | 4代リンカーン伯 12代クリントン男爵 シオフィラス・クリントン (1600–1667)                     | 4代リンカーン伯 12代クリントン男爵 シオフィラス・クリントン (1600–1667)                     | 4代リンカーン伯 12代クリントン男爵 シオフィラス・クリントン (1600–1667)                     |                                                                            |                                                                            | フランシス・クリントン (?-1681/2)                                              | フランシス・クリントン (?-1681/2)                                              | フランシス・クリントン (?-1681/2)                                              | フランシス・クリントン (?-1681/2)                                              | フランシス・クリントン (?-1681/2)                                                    | フランシス・クリントン (?-1681/2)                                                    |                                                                                      |                                                                                      |                                                                                      |                                                                                      |                              |                              |                                                                                                  |                                                                                                  |                                                                                                  |                                                                                                  |                                                                                                  |                                                                                                  |                                                          |                                                          |                                                          |                                                          |  |  | ノリス・フィンズ (?-1693)                                              | ノリス・フィンズ (?-1693)                                              | ノリス・フィンズ (?-1693)                                              | ノリス・フィンズ (?-1693)                                              | ノリス・フィンズ (?-1693)                                              | ノリス・フィンズ (?-1693)                                              |  |  |  |  |  |  |  |  |  |  |  |  |  |  |  |  |  |  |  |  |  |  |  |  |
| クリントン卿(儀礼称号) エドワード・クリントン (1624–1657)                                   | クリントン卿(儀礼称号) エドワード・クリントン (1624–1657)                                   | クリントン卿(儀礼称号) エドワード・クリントン (1624–1657)                                   | クリントン卿(儀礼称号) エドワード・クリントン (1624–1657)                                   | クリントン卿(儀礼称号) エドワード・クリントン (1624–1657)                                   | クリントン卿(儀礼称号) エドワード・クリントン (1624–1657)                                   |                                                                            |                                                                            | 6代クリントン伯爵 フランシス・クリントン (1635–1693)                           | 6代クリントン伯爵 フランシス・クリントン (1635–1693)                           | 6代クリントン伯爵 フランシス・クリントン (1635–1693)                           | 6代クリントン伯爵 フランシス・クリントン (1635–1693)                           | 6代クリントン伯爵 フランシス・クリントン (1635–1693)                                 | 6代クリントン伯爵 フランシス・クリントン (1635–1693)                                 |                                                                                      |                                                                                      |                                                                                      |                                                                                      |                              |                              | 初代ペラム男爵 トマス・ペラム (1653–1712)                                                        | 初代ペラム男爵 トマス・ペラム (1653–1712)                                                        | 初代ペラム男爵 トマス・ペラム (1653–1712)                                                        | 初代ペラム男爵 トマス・ペラム (1653–1712)                                                        | 初代ペラム男爵 トマス・ペラム (1653–1712)                                                        | 初代ペラム男爵 トマス・ペラム (1653–1712)                                                        |                                                          |                                                          |                                                          |                                                          |  |  | ノリス・フィンズ (1651–1736)                                           | ノリス・フィンズ (1651–1736)                                           | ノリス・フィンズ (1651–1736)                                           | ノリス・フィンズ (1651–1736)                                           | ノリス・フィンズ (1651–1736)                                           | ノリス・フィンズ (1651–1736)                                           |  |  |  |  |  |  |  |  |  |  |  |  |  |  |  |  |  |  |  |  |  |  |  |  |
| クリントン卿(儀礼称号) エドワード・クリントン (1624–1657)                                   | クリントン卿(儀礼称号) エドワード・クリントン (1624–1657)                                   | クリントン卿(儀礼称号) エドワード・クリントン (1624–1657)                                   | クリントン卿(儀礼称号) エドワード・クリントン (1624–1657)                                   | クリントン卿(儀礼称号) エドワード・クリントン (1624–1657)                                   | クリントン卿(儀礼称号) エドワード・クリントン (1624–1657)                                   |                                                                            |                                                                            | 6代クリントン伯爵 フランシス・クリントン (1635–1693)                           | 6代クリントン伯爵 フランシス・クリントン (1635–1693)                           | 6代クリントン伯爵 フランシス・クリントン (1635–1693)                           | 6代クリントン伯爵 フランシス・クリントン (1635–1693)                           | 6代クリントン伯爵 フランシス・クリントン (1635–1693)                                 | 6代クリントン伯爵 フランシス・クリントン (1635–1693)                                 |                                                                                      |                                                                                      |                                                                                      |                                                                                      |                              |                              | 初代ペラム男爵 トマス・ペラム (1653–1712)                                                        | 初代ペラム男爵 トマス・ペラム (1653–1712)                                                        | 初代ペラム男爵 トマス・ペラム (1653–1712)                                                        | 初代ペラム男爵 トマス・ペラム (1653–1712)                                                        | 初代ペラム男爵 トマス・ペラム (1653–1712)                                                        | 初代ペラム男爵 トマス・ペラム (1653–1712)                                                        |                                                          |                                                          |                                                          |                                                          |  |  | ノリス・フィンズ (1651–1736)                                           | ノリス・フィンズ (1651–1736)                                           | ノリス・フィンズ (1651–1736)                                           | ノリス・フィンズ (1651–1736)                                           | ノリス・フィンズ (1651–1736)                                           | ノリス・フィンズ (1651–1736)                                           |  |  |  |  |  |  |  |  |  |  |  |  |  |  |  |  |  |  |  |  |  |  |  |  |
|                                                                                             |                                                                                             |                                                                                             |                                                                                             |                                                                                             |                                                                                             |                                                                            |                                                                            |                                                                                |                                                                                |                                                                                |                                                                                |                                                                                      |                                                                                      |                                                                                      |                                                                                      |                                                                                      |                                                                                      |                              |                              |                                                                                                  |                                                                                                  |                                                                                                  |                                                                                                  |                                                                                                  |                                                                                                  |                                                          |                                                          |                                                          |                                                          |  |  |                                                                        |                                                                        |                                                                        |                                                                        |                                                                        |                                                                        |  |  |  |  |  |  |  |  |  |  |  |  |  |  |  |  |  |  |  |  |  |  |  |  |
|                                                                                             |                                                                                             |                                                                                             |                                                                                             |                                                                                             |                                                                                             |                                                                            |                                                                            |                                                                                |                                                                                |                                                                                |                                                                                |                                                                                      |                                                                                      |                                                                                      |                                                                                      |                                                                                      |                                                                                      |                              |                              |                                                                                                  |                                                                                                  |                                                                                                  |                                                                                                  | ニューカッスル＝アンダー＝ライン公爵, 1756                                                       |                                                                                                  |                                                          |                                                          |                                                          |                                                          |  |  |                                                                        |                                                                        |                                                                        |                                                                        |                                                                        |                                                                        |  |  |  |  |  |  |  |  |  |  |  |  |  |  |  |  |  |  |  |  |  |  |  |  |
| 5代リンカーン伯 13代クリントン男爵 エドワード・クリントン (?-1692) クリントン男爵保持者不在 | 5代リンカーン伯 13代クリントン男爵 エドワード・クリントン (?-1692) クリントン男爵保持者不在 | 5代リンカーン伯 13代クリントン男爵 エドワード・クリントン (?-1692) クリントン男爵保持者不在 | 5代リンカーン伯 13代クリントン男爵 エドワード・クリントン (?-1692) クリントン男爵保持者不在 | 5代リンカーン伯 13代クリントン男爵 エドワード・クリントン (?-1692) クリントン男爵保持者不在 | 5代リンカーン伯 13代クリントン男爵 エドワード・クリントン (?-1692) クリントン男爵保持者不在 |                                                                            |                                                                            | 7代リンカーン伯 ヘンリー・クリントン (1684–1728)                               | 7代リンカーン伯 ヘンリー・クリントン (1684–1728)                               | 7代リンカーン伯 ヘンリー・クリントン (1684–1728)                               | 7代リンカーン伯 ヘンリー・クリントン (1684–1728)                               | 7代リンカーン伯 ヘンリー・クリントン (1684–1728)                                     | 7代リンカーン伯 ヘンリー・クリントン (1684–1728)                                     |                                                                                      |                                                                                      | ルーシー・ペラム (1695–1736)                                                         | ルーシー・ペラム (1695–1736)                                                         | ルーシー・ペラム (1695–1736) | ルーシー・ペラム (1695–1736) | ルーシー・ペラム (1695–1736)                                                                     | ルーシー・ペラム (1695–1736)                                                                     |                                                                                                  |                                                                                                  | 初代ニューカッスル公 トマス ペラム＝ホリス (1693–1768)                                           | 初代ニューカッスル公 トマス ペラム＝ホリス (1693–1768)                                           | 初代ニューカッスル公 トマス ペラム＝ホリス (1693–1768)   | 初代ニューカッスル公 トマス ペラム＝ホリス (1693–1768)   | 初代ニューカッスル公 トマス ペラム＝ホリス (1693–1768)   | 初代ニューカッスル公 トマス ペラム＝ホリス (1693–1768)   |  |  | ケンダル・フィンズ (1692–1740)                                         | ケンダル・フィンズ (1692–1740)                                         | ケンダル・フィンズ (1692–1740)                                         | ケンダル・フィンズ (1692–1740)                                         | ケンダル・フィンズ (1692–1740)                                         | ケンダル・フィンズ (1692–1740)                                         |  |  |  |  |  |  |  |  |  |  |  |  |  |  |  |  |  |  |  |  |  |  |  |  |
| 5代リンカーン伯 13代クリントン男爵 エドワード・クリントン (?-1692) クリントン男爵保持者不在 | 5代リンカーン伯 13代クリントン男爵 エドワード・クリントン (?-1692) クリントン男爵保持者不在 | 5代リンカーン伯 13代クリントン男爵 エドワード・クリントン (?-1692) クリントン男爵保持者不在 | 5代リンカーン伯 13代クリントン男爵 エドワード・クリントン (?-1692) クリントン男爵保持者不在 | 5代リンカーン伯 13代クリントン男爵 エドワード・クリントン (?-1692) クリントン男爵保持者不在 | 5代リンカーン伯 13代クリントン男爵 エドワード・クリントン (?-1692) クリントン男爵保持者不在 |                                                                            |                                                                            | 7代リンカーン伯 ヘンリー・クリントン (1684–1728)                               | 7代リンカーン伯 ヘンリー・クリントン (1684–1728)                               | 7代リンカーン伯 ヘンリー・クリントン (1684–1728)                               | 7代リンカーン伯 ヘンリー・クリントン (1684–1728)                               | 7代リンカーン伯 ヘンリー・クリントン (1684–1728)                                     | 7代リンカーン伯 ヘンリー・クリントン (1684–1728)                                     |                                                                                      |                                                                                      | ルーシー・ペラム (1695–1736)                                                         | ルーシー・ペラム (1695–1736)                                                         | ルーシー・ペラム (1695–1736) | ルーシー・ペラム (1695–1736) | ルーシー・ペラム (1695–1736)                                                                     | ルーシー・ペラム (1695–1736)                                                                     |                                                                                                  |                                                                                                  | 初代ニューカッスル公 トマス ペラム＝ホリス (1693–1768)                                           | 初代ニューカッスル公 トマス ペラム＝ホリス (1693–1768)                                           | 初代ニューカッスル公 トマス ペラム＝ホリス (1693–1768)   | 初代ニューカッスル公 トマス ペラム＝ホリス (1693–1768)   | 初代ニューカッスル公 トマス ペラム＝ホリス (1693–1768)   | 初代ニューカッスル公 トマス ペラム＝ホリス (1693–1768)   |  |  | ケンダル・フィンズ (1692–1740)                                         | ケンダル・フィンズ (1692–1740)                                         | ケンダル・フィンズ (1692–1740)                                         | ケンダル・フィンズ (1692–1740)                                         | ケンダル・フィンズ (1692–1740)                                         | ケンダル・フィンズ (1692–1740)                                         |  |  |  |  |  |  |  |  |  |  |  |  |  |  |  |  |  |  |  |  |  |  |  |  |
|                                                                                             |                                                                                             |                                                                                             |                                                                                             |                                                                                             |                                                                                             |                                                                            |                                                                            |                                                                                |                                                                                |                                                                                |                                                                                |                                                                                      |                                                                                      |                                                                                      |                                                                                      |                                                                                      |                                                                                      |                              |                              |                                                                                                  |                                                                                                  |                                                                                                  |                                                                                                  |                                                                                                  |                                                                                                  |                                                          |                                                          |                                                          |                                                          |  |  |                                                                        |                                                                        |                                                                        |                                                                        |                                                                        |                                                                        |  |  |  |  |  |  |  |  |  |  |  |  |  |  |  |  |  |  |  |  |  |  |  |  |
|                                                                                             |                                                                                             |                                                                                             |                                                                                             |                                                                                             |                                                                                             |                                                                            |                                                                            |                                                                                |                                                                                |                                                                                |                                                                                |                                                                                      |                                                                                      |                                                                                      |                                                                                      |                                                                                      |                                                                                      |                              |                              |                                                                                                  |                                                                                                  |                                                                                                  |                                                                                                  |                                                                                                  |                                                                                                  |                                                          |                                                          |                                                          |                                                          |  |  |                                                                        |                                                                        |                                                                        |                                                                        |                                                                        |                                                                        |  |  |  |  |  |  |  |  |  |  |  |  |  |  |  |  |  |  |  |  |  |  |  |  |
|                                                                                             |                                                                                             |                                                                                             |                                                                                             | 8代リンカーン伯 ジョージ・クリントン (1718–1730)                                            | 8代リンカーン伯 ジョージ・クリントン (1718–1730)                                            | 8代リンカーン伯 ジョージ・クリントン (1718–1730)                           | 8代リンカーン伯 ジョージ・クリントン (1718–1730)                           | 8代リンカーン伯 ジョージ・クリントン (1718–1730)                               | 8代リンカーン伯 ジョージ・クリントン (1718–1730)                               |                                                                                |                                                                                | 2代ニューカッスル公 9代リンカーン伯 ヘンリー ペラム＝クリントン (1720–1794)          | 2代ニューカッスル公 9代リンカーン伯 ヘンリー ペラム＝クリントン (1720–1794)          | 2代ニューカッスル公 9代リンカーン伯 ヘンリー ペラム＝クリントン (1720–1794)          | 2代ニューカッスル公 9代リンカーン伯 ヘンリー ペラム＝クリントン (1720–1794)          | 2代ニューカッスル公 9代リンカーン伯 ヘンリー ペラム＝クリントン (1720–1794)          | 2代ニューカッスル公 9代リンカーン伯 ヘンリー ペラム＝クリントン (1720–1794)          |                              |                              |                                                                                                  |                                                                                                  |                                                                                                  |                                                                                                  |                                                                                                  |                                                                                                  |                                                          |                                                          |                                                          |                                                          |  |  | ノリス・フィンズ (1720–1764)                                           | ノリス・フィンズ (1720–1764)                                           | ノリス・フィンズ (1720–1764)                                           | ノリス・フィンズ (1720–1764)                                           | ノリス・フィンズ (1720–1764)                                           | ノリス・フィンズ (1720–1764)                                           |  |  |  |  |  |  |  |  |  |  |  |  |  |  |  |  |  |  |  |  |  |  |  |  |
|                                                                                             |                                                                                             |                                                                                             |                                                                                             | 8代リンカーン伯 ジョージ・クリントン (1718–1730)                                            | 8代リンカーン伯 ジョージ・クリントン (1718–1730)                                            | 8代リンカーン伯 ジョージ・クリントン (1718–1730)                           | 8代リンカーン伯 ジョージ・クリントン (1718–1730)                           | 8代リンカーン伯 ジョージ・クリントン (1718–1730)                               | 8代リンカーン伯 ジョージ・クリントン (1718–1730)                               |                                                                                |                                                                                | 2代ニューカッスル公 9代リンカーン伯 ヘンリー ペラム＝クリントン (1720–1794)          | 2代ニューカッスル公 9代リンカーン伯 ヘンリー ペラム＝クリントン (1720–1794)          | 2代ニューカッスル公 9代リンカーン伯 ヘンリー ペラム＝クリントン (1720–1794)          | 2代ニューカッスル公 9代リンカーン伯 ヘンリー ペラム＝クリントン (1720–1794)          | 2代ニューカッスル公 9代リンカーン伯 ヘンリー ペラム＝クリントン (1720–1794)          | 2代ニューカッスル公 9代リンカーン伯 ヘンリー ペラム＝クリントン (1720–1794)          |                              |                              |                                                                                                  |                                                                                                  |                                                                                                  |                                                                                                  |                                                                                                  |                                                                                                  |                                                          |                                                          |                                                          |                                                          |  |  | ノリス・フィンズ (1720–1764)                                           | ノリス・フィンズ (1720–1764)                                           | ノリス・フィンズ (1720–1764)                                           | ノリス・フィンズ (1720–1764)                                           | ノリス・フィンズ (1720–1764)                                           | ノリス・フィンズ (1720–1764)                                           |  |  |  |  |  |  |  |  |  |  |  |  |  |  |  |  |  |  |  |  |  |  |  |  |
|                                                                                             |                                                                                             |                                                                                             |                                                                                             |                                                                                             |                                                                                             |                                                                            |                                                                            |                                                                                |                                                                                |                                                                                |                                                                                |                                                                                      |                                                                                      |                                                                                      |                                                                                      |                                                                                      |                                                                                      |                              |                              |                                                                                                  |                                                                                                  |                                                                                                  |                                                                                                  |                                                                                                  |                                                                                                  |                                                          |                                                          |                                                          |                                                          |  |  |                                                                        |                                                                        |                                                                        |                                                                        |                                                                        |                                                                        |  |  |  |  |  |  |  |  |  |  |  |  |  |  |  |  |  |  |  |  |  |  |  |  |
|                                                                                             |                                                                                             |                                                                                             |                                                                                             | リンカーン伯(儀礼称号) ヘンリー ペラム＝クリントン (1750–1778)                              | リンカーン伯(儀礼称号) ヘンリー ペラム＝クリントン (1750–1778)                              | リンカーン伯(儀礼称号) ヘンリー ペラム＝クリントン (1750–1778)             | リンカーン伯(儀礼称号) ヘンリー ペラム＝クリントン (1750–1778)             | リンカーン伯(儀礼称号) ヘンリー ペラム＝クリントン (1750–1778)                 | リンカーン伯(儀礼称号) ヘンリー ペラム＝クリントン (1750–1778)                 |                                                                                |                                                                                | 3代ニューカッスル公 10代リンカン伯 トマス ペラム＝クリントン (1752–1795)             | 3代ニューカッスル公 10代リンカン伯 トマス ペラム＝クリントン (1752–1795)             | 3代ニューカッスル公 10代リンカン伯 トマス ペラム＝クリントン (1752–1795)             | 3代ニューカッスル公 10代リンカン伯 トマス ペラム＝クリントン (1752–1795)             | 3代ニューカッスル公 10代リンカン伯 トマス ペラム＝クリントン (1752–1795)             | 3代ニューカッスル公 10代リンカン伯 トマス ペラム＝クリントン (1752–1795)             |                              |                              |                                                                                                  |                                                                                                  |                                                                                                  |                                                                                                  |                                                                                                  |                                                                                                  |                                                          |                                                          |                                                          |                                                          |  |  | チャールズ・フィンズ 後フィンズ＝クリントン姓 (1748–1827)              | チャールズ・フィンズ 後フィンズ＝クリントン姓 (1748–1827)              | チャールズ・フィンズ 後フィンズ＝クリントン姓 (1748–1827)              | チャールズ・フィンズ 後フィンズ＝クリントン姓 (1748–1827)              | チャールズ・フィンズ 後フィンズ＝クリントン姓 (1748–1827)              | チャールズ・フィンズ 後フィンズ＝クリントン姓 (1748–1827)              |  |  |  |  |  |  |  |  |  |  |  |  |  |  |  |  |  |  |  |  |  |  |  |  |
|                                                                                             |                                                                                             |                                                                                             |                                                                                             | リンカーン伯(儀礼称号) ヘンリー ペラム＝クリントン (1750–1778)                              | リンカーン伯(儀礼称号) ヘンリー ペラム＝クリントン (1750–1778)                              | リンカーン伯(儀礼称号) ヘンリー ペラム＝クリントン (1750–1778)             | リンカーン伯(儀礼称号) ヘンリー ペラム＝クリントン (1750–1778)             | リンカーン伯(儀礼称号) ヘンリー ペラム＝クリントン (1750–1778)                 | リンカーン伯(儀礼称号) ヘンリー ペラム＝クリントン (1750–1778)                 |                                                                                |                                                                                | 3代ニューカッスル公 10代リンカン伯 トマス ペラム＝クリントン (1752–1795)             | 3代ニューカッスル公 10代リンカン伯 トマス ペラム＝クリントン (1752–1795)             | 3代ニューカッスル公 10代リンカン伯 トマス ペラム＝クリントン (1752–1795)             | 3代ニューカッスル公 10代リンカン伯 トマス ペラム＝クリントン (1752–1795)             | 3代ニューカッスル公 10代リンカン伯 トマス ペラム＝クリントン (1752–1795)             | 3代ニューカッスル公 10代リンカン伯 トマス ペラム＝クリントン (1752–1795)             |                              |                              |                                                                                                  |                                                                                                  |                                                                                                  |                                                                                                  |                                                                                                  |                                                                                                  |                                                          |                                                          |                                                          |                                                          |  |  | チャールズ・フィンズ 後フィンズ＝クリントン姓 (1748–1827)              | チャールズ・フィンズ 後フィンズ＝クリントン姓 (1748–1827)              | チャールズ・フィンズ 後フィンズ＝クリントン姓 (1748–1827)              | チャールズ・フィンズ 後フィンズ＝クリントン姓 (1748–1827)              | チャールズ・フィンズ 後フィンズ＝クリントン姓 (1748–1827)              | チャールズ・フィンズ 後フィンズ＝クリントン姓 (1748–1827)              |  |  |  |  |  |  |  |  |  |  |  |  |  |  |  |  |  |  |  |  |  |  |  |  |
|                                                                                             |                                                                                             |                                                                                             |                                                                                             |                                                                                             |                                                                                             |                                                                            |                                                                            |                                                                                |                                                                                |                                                                                |                                                                                | 4代ニューカッスル公 11代リンカーン伯 ヘンリー ペラム＝クリントン (1785–1851)         | 4代ニューカッスル公 11代リンカーン伯 ヘンリー ペラム＝クリントン (1785–1851)         | 4代ニューカッスル公 11代リンカーン伯 ヘンリー ペラム＝クリントン (1785–1851)         | 4代ニューカッスル公 11代リンカーン伯 ヘンリー ペラム＝クリントン (1785–1851)         | 4代ニューカッスル公 11代リンカーン伯 ヘンリー ペラム＝クリントン (1785–1851)         | 4代ニューカッスル公 11代リンカーン伯 ヘンリー ペラム＝クリントン (1785–1851)         |                              |                              |                                                                                                  |                                                                                                  |                                                                                                  |                                                                                                  |                                                                                                  |                                                                                                  |                                                          |                                                          |                                                          |                                                          |  |  | クリントン フィンズ＝クリントン 後ファインズ＝クリントン姓 (1792–1833) | クリントン フィンズ＝クリントン 後ファインズ＝クリントン姓 (1792–1833) | クリントン フィンズ＝クリントン 後ファインズ＝クリントン姓 (1792–1833) | クリントン フィンズ＝クリントン 後ファインズ＝クリントン姓 (1792–1833) | クリントン フィンズ＝クリントン 後ファインズ＝クリントン姓 (1792–1833) | クリントン フィンズ＝クリントン 後ファインズ＝クリントン姓 (1792–1833) |  |  |  |  |  |  |  |  |  |  |  |  |  |  |  |  |  |  |  |  |  |  |  |  |
|                                                                                             |                                                                                             |                                                                                             |                                                                                             |                                                                                             |                                                                                             |                                                                            |                                                                            |                                                                                |                                                                                |                                                                                |                                                                                | 4代ニューカッスル公 11代リンカーン伯 ヘンリー ペラム＝クリントン (1785–1851)         | 4代ニューカッスル公 11代リンカーン伯 ヘンリー ペラム＝クリントン (1785–1851)         | 4代ニューカッスル公 11代リンカーン伯 ヘンリー ペラム＝クリントン (1785–1851)         | 4代ニューカッスル公 11代リンカーン伯 ヘンリー ペラム＝クリントン (1785–1851)         | 4代ニューカッスル公 11代リンカーン伯 ヘンリー ペラム＝クリントン (1785–1851)         | 4代ニューカッスル公 11代リンカーン伯 ヘンリー ペラム＝クリントン (1785–1851)         |                              |                              |                                                                                                  |                                                                                                  |                                                                                                  |                                                                                                  |                                                                                                  |                                                                                                  |                                                          |                                                          |                                                          |                                                          |  |  | クリントン フィンズ＝クリントン 後ファインズ＝クリントン姓 (1792–1833) | クリントン フィンズ＝クリントン 後ファインズ＝クリントン姓 (1792–1833) | クリントン フィンズ＝クリントン 後ファインズ＝クリントン姓 (1792–1833) | クリントン フィンズ＝クリントン 後ファインズ＝クリントン姓 (1792–1833) | クリントン フィンズ＝クリントン 後ファインズ＝クリントン姓 (1792–1833) | クリントン フィンズ＝クリントン 後ファインズ＝クリントン姓 (1792–1833) |  |  |  |  |  |  |  |  |  |  |  |  |  |  |  |  |  |  |  |  |  |  |  |  |
|                                                                                             |                                                                                             |                                                                                             |                                                                                             |                                                                                             |                                                                                             |                                                                            |                                                                            |                                                                                |                                                                                |                                                                                |                                                                                |                                                                                      |                                                                                      |                                                                                      |                                                                                      |                                                                                      |                                                                                      |                              |                              |                                                                                                  |                                                                                                  |                                                                                                  |                                                                                                  |                                                                                                  |                                                                                                  |                                                          |                                                          |                                                          |                                                          |  |  |                                                                        |                                                                        |                                                                        |                                                                        |                                                                        |                                                                        |  |  |  |  |  |  |  |  |  |  |  |  |  |  |  |  |  |  |  |  |  |  |  |  |
|                                                                                             |                                                                                             |                                                                                             |                                                                                             |                                                                                             |                                                                                             |                                                                            |                                                                            | 5代ニューカッスル公 第12代リンカン伯爵 ヘンリー ペラム＝クリントン (1811–1864) | 5代ニューカッスル公 第12代リンカン伯爵 ヘンリー ペラム＝クリントン (1811–1864) | 5代ニューカッスル公 第12代リンカン伯爵 ヘンリー ペラム＝クリントン (1811–1864) | 5代ニューカッスル公 第12代リンカン伯爵 ヘンリー ペラム＝クリントン (1811–1864) | 5代ニューカッスル公 第12代リンカン伯爵 ヘンリー ペラム＝クリントン (1811–1864)       | 5代ニューカッスル公 第12代リンカン伯爵 ヘンリー ペラム＝クリントン (1811–1864)       |                                                                                      |                                                                                      |                                                                                      |                                                                                      |                              |                              | チャールズ ペラム＝クリントン (1813–1894)                                                        | チャールズ ペラム＝クリントン (1813–1894)                                                        | チャールズ ペラム＝クリントン (1813–1894)                                                        | チャールズ ペラム＝クリントン (1813–1894)                                                        | チャールズ ペラム＝クリントン (1813–1894)                                                        | チャールズ ペラム＝クリントン (1813–1894)                                                        |                                                          |                                                          |                                                          |                                                          |  |  | ヘンリー ファインズ＝クリントン (1826–1911)                            | ヘンリー ファインズ＝クリントン (1826–1911)                            | ヘンリー ファインズ＝クリントン (1826–1911)                            | ヘンリー ファインズ＝クリントン (1826–1911)                            | ヘンリー ファインズ＝クリントン (1826–1911)                            | ヘンリー ファインズ＝クリントン (1826–1911)                            |  |  |  |  |  |  |  |  |  |  |  |  |  |  |  |  |  |  |  |  |  |  |  |  |
|                                                                                             |                                                                                             |                                                                                             |                                                                                             |                                                                                             |                                                                                             |                                                                            |                                                                            | 5代ニューカッスル公 第12代リンカン伯爵 ヘンリー ペラム＝クリントン (1811–1864) | 5代ニューカッスル公 第12代リンカン伯爵 ヘンリー ペラム＝クリントン (1811–1864) | 5代ニューカッスル公 第12代リンカン伯爵 ヘンリー ペラム＝クリントン (1811–1864) | 5代ニューカッスル公 第12代リンカン伯爵 ヘンリー ペラム＝クリントン (1811–1864) | 5代ニューカッスル公 第12代リンカン伯爵 ヘンリー ペラム＝クリントン (1811–1864)       | 5代ニューカッスル公 第12代リンカン伯爵 ヘンリー ペラム＝クリントン (1811–1864)       |                                                                                      |                                                                                      |                                                                                      |                                                                                      |                              |                              | チャールズ ペラム＝クリントン (1813–1894)                                                        | チャールズ ペラム＝クリントン (1813–1894)                                                        | チャールズ ペラム＝クリントン (1813–1894)                                                        | チャールズ ペラム＝クリントン (1813–1894)                                                        | チャールズ ペラム＝クリントン (1813–1894)                                                        | チャールズ ペラム＝クリントン (1813–1894)                                                        |                                                          |                                                          |                                                          |                                                          |  |  | ヘンリー ファインズ＝クリントン (1826–1911)                            | ヘンリー ファインズ＝クリントン (1826–1911)                            | ヘンリー ファインズ＝クリントン (1826–1911)                            | ヘンリー ファインズ＝クリントン (1826–1911)                            | ヘンリー ファインズ＝クリントン (1826–1911)                            | ヘンリー ファインズ＝クリントン (1826–1911)                            |  |  |  |  |  |  |  |  |  |  |  |  |  |  |  |  |  |  |  |  |  |  |  |  |
|                                                                                             |                                                                                             |                                                                                             |                                                                                             |                                                                                             |                                                                                             |                                                                            |                                                                            | 6代ニューカッスル公 13代リンカン伯 ヘンリー ペラム＝クリントン (1834–1879)     | 6代ニューカッスル公 13代リンカン伯 ヘンリー ペラム＝クリントン (1834–1879)     | 6代ニューカッスル公 13代リンカン伯 ヘンリー ペラム＝クリントン (1834–1879)     | 6代ニューカッスル公 13代リンカン伯 ヘンリー ペラム＝クリントン (1834–1879)     | 6代ニューカッスル公 13代リンカン伯 ヘンリー ペラム＝クリントン (1834–1879)           | 6代ニューカッスル公 13代リンカン伯 ヘンリー ペラム＝クリントン (1834–1879)           |                                                                                      |                                                                                      |                                                                                      |                                                                                      |                              |                              | チャールズ ペラム＝クリントン (1857–1911)                                                        | チャールズ ペラム＝クリントン (1857–1911)                                                        | チャールズ ペラム＝クリントン (1857–1911)                                                        | チャールズ ペラム＝クリントン (1857–1911)                                                        | チャールズ ペラム＝クリントン (1857–1911)                                                        | チャールズ ペラム＝クリントン (1857–1911)                                                        |                                                          |                                                          |                                                          |                                                          |  |  | チャールズ ファインズ＝クリントン (1855–1888)                          | チャールズ ファインズ＝クリントン (1855–1888)                          | チャールズ ファインズ＝クリントン (1855–1888)                          | チャールズ ファインズ＝クリントン (1855–1888)                          | チャールズ ファインズ＝クリントン (1855–1888)                          | チャールズ ファインズ＝クリントン (1855–1888)                          |  |  |  |  |  |  |  |  |  |  |  |  |  |  |  |  |  |  |  |  |  |  |  |  |
|                                                                                             |                                                                                             |                                                                                             |                                                                                             |                                                                                             |                                                                                             |                                                                            |                                                                            | 6代ニューカッスル公 13代リンカン伯 ヘンリー ペラム＝クリントン (1834–1879)     | 6代ニューカッスル公 13代リンカン伯 ヘンリー ペラム＝クリントン (1834–1879)     | 6代ニューカッスル公 13代リンカン伯 ヘンリー ペラム＝クリントン (1834–1879)     | 6代ニューカッスル公 13代リンカン伯 ヘンリー ペラム＝クリントン (1834–1879)     | 6代ニューカッスル公 13代リンカン伯 ヘンリー ペラム＝クリントン (1834–1879)           | 6代ニューカッスル公 13代リンカン伯 ヘンリー ペラム＝クリントン (1834–1879)           |                                                                                      |                                                                                      |                                                                                      |                                                                                      |                              |                              | チャールズ ペラム＝クリントン (1857–1911)                                                        | チャールズ ペラム＝クリントン (1857–1911)                                                        | チャールズ ペラム＝クリントン (1857–1911)                                                        | チャールズ ペラム＝クリントン (1857–1911)                                                        | チャールズ ペラム＝クリントン (1857–1911)                                                        | チャールズ ペラム＝クリントン (1857–1911)                                                        |                                                          |                                                          |                                                          |                                                          |  |  | チャールズ ファインズ＝クリントン (1855–1888)                          | チャールズ ファインズ＝クリントン (1855–1888)                          | チャールズ ファインズ＝クリントン (1855–1888)                          | チャールズ ファインズ＝クリントン (1855–1888)                          | チャールズ ファインズ＝クリントン (1855–1888)                          | チャールズ ファインズ＝クリントン (1855–1888)                          |  |  |  |  |  |  |  |  |  |  |  |  |  |  |  |  |  |  |  |  |  |  |  |  |
|                                                                                             |                                                                                             |                                                                                             |                                                                                             |                                                                                             |                                                                                             |                                                                            |                                                                            |                                                                                |                                                                                |                                                                                |                                                                                |                                                                                      |                                                                                      |                                                                                      |                                                                                      |                                                                                      |                                                                                      |                              |                              |                                                                                                  |                                                                                                  |                                                                                                  |                                                                                                  |                                                                                                  |                                                                                                  |                                                          |                                                          |                                                          |                                                          |  |  |                                                                        |                                                                        |                                                                        |                                                                        |                                                                        |                                                                        |  |  |  |  |  |  |  |  |  |  |  |  |  |  |  |  |  |  |  |  |  |  |  |  |
|                                                                                             |                                                                                             |                                                                                             |                                                                                             | 7代ニューカッスル公 14代リンカン伯 ヘンリー ペラム＝クリントン (1864–1928)                  | 7代ニューカッスル公 14代リンカン伯 ヘンリー ペラム＝クリントン (1864–1928)                  | 7代ニューカッスル公 14代リンカン伯 ヘンリー ペラム＝クリントン (1864–1928) | 7代ニューカッスル公 14代リンカン伯 ヘンリー ペラム＝クリントン (1864–1928) | 7代ニューカッスル公 14代リンカン伯 ヘンリー ペラム＝クリントン (1864–1928)     | 7代ニューカッスル公 14代リンカン伯 ヘンリー ペラム＝クリントン (1864–1928)     |                                                                                |                                                                                | 8代ニューカッスル公 15代リンカン伯 フランシス ペラム＝クリントン＝ホープ (1866–1941) | 8代ニューカッスル公 15代リンカン伯 フランシス ペラム＝クリントン＝ホープ (1866–1941) | 8代ニューカッスル公 15代リンカン伯 フランシス ペラム＝クリントン＝ホープ (1866–1941) | 8代ニューカッスル公 15代リンカン伯 フランシス ペラム＝クリントン＝ホープ (1866–1941) | 8代ニューカッスル公 15代リンカン伯 フランシス ペラム＝クリントン＝ホープ (1866–1941) | 8代ニューカッスル公 15代リンカン伯 フランシス ペラム＝クリントン＝ホープ (1866–1941) |                              |                              | ガイ ペラム＝クリントン (1894–1934)                                                              | ガイ ペラム＝クリントン (1894–1934)                                                              | ガイ ペラム＝クリントン (1894–1934)                                                              | ガイ ペラム＝クリントン (1894–1934)                                                              | ガイ ペラム＝クリントン (1894–1934)                                                              | ガイ ペラム＝クリントン (1894–1934)                                                              |                                                          |                                                          |                                                          |                                                          |  |  | エドワード ファインズ＝クリントン (1886–1916)                          | エドワード ファインズ＝クリントン (1886–1916)                          | エドワード ファインズ＝クリントン (1886–1916)                          | エドワード ファインズ＝クリントン (1886–1916)                          | エドワード ファインズ＝クリントン (1886–1916)                          | エドワード ファインズ＝クリントン (1886–1916)                          |  |  |  |  |  |  |  |  |  |  |  |  |  |  |  |  |  |  |  |  |  |  |  |  |
|                                                                                             |                                                                                             |                                                                                             |                                                                                             | 7代ニューカッスル公 14代リンカン伯 ヘンリー ペラム＝クリントン (1864–1928)                  | 7代ニューカッスル公 14代リンカン伯 ヘンリー ペラム＝クリントン (1864–1928)                  | 7代ニューカッスル公 14代リンカン伯 ヘンリー ペラム＝クリントン (1864–1928) | 7代ニューカッスル公 14代リンカン伯 ヘンリー ペラム＝クリントン (1864–1928) | 7代ニューカッスル公 14代リンカン伯 ヘンリー ペラム＝クリントン (1864–1928)     | 7代ニューカッスル公 14代リンカン伯 ヘンリー ペラム＝クリントン (1864–1928)     |                                                                                |                                                                                | 8代ニューカッスル公 15代リンカン伯 フランシス ペラム＝クリントン＝ホープ (1866–1941) | 8代ニューカッスル公 15代リンカン伯 フランシス ペラム＝クリントン＝ホープ (1866–1941) | 8代ニューカッスル公 15代リンカン伯 フランシス ペラム＝クリントン＝ホープ (1866–1941) | 8代ニューカッスル公 15代リンカン伯 フランシス ペラム＝クリントン＝ホープ (1866–1941) | 8代ニューカッスル公 15代リンカン伯 フランシス ペラム＝クリントン＝ホープ (1866–1941) | 8代ニューカッスル公 15代リンカン伯 フランシス ペラム＝クリントン＝ホープ (1866–1941) |                              |                              | ガイ ペラム＝クリントン (1894–1934)                                                              | ガイ ペラム＝クリントン (1894–1934)                                                              | ガイ ペラム＝クリントン (1894–1934)                                                              | ガイ ペラム＝クリントン (1894–1934)                                                              | ガイ ペラム＝クリントン (1894–1934)                                                              | ガイ ペラム＝クリントン (1894–1934)                                                              |                                                          |                                                          |                                                          |                                                          |  |  | エドワード ファインズ＝クリントン (1886–1916)                          | エドワード ファインズ＝クリントン (1886–1916)                          | エドワード ファインズ＝クリントン (1886–1916)                          | エドワード ファインズ＝クリントン (1886–1916)                          | エドワード ファインズ＝クリントン (1886–1916)                          | エドワード ファインズ＝クリントン (1886–1916)                          |  |  |  |  |  |  |  |  |  |  |  |  |  |  |  |  |  |  |  |  |  |  |  |  |
|                                                                                             |                                                                                             |                                                                                             |                                                                                             |                                                                                             |                                                                                             |                                                                            |                                                                            |                                                                                |                                                                                |                                                                                |                                                                                | 9代ニューカッスル公 16代リンカン伯 ヘンリー ペラム＝クリントン＝ホープ (1907–1988)   | 9代ニューカッスル公 16代リンカン伯 ヘンリー ペラム＝クリントン＝ホープ (1907–1988)   | 9代ニューカッスル公 16代リンカン伯 ヘンリー ペラム＝クリントン＝ホープ (1907–1988)   | 9代ニューカッスル公 16代リンカン伯 ヘンリー ペラム＝クリントン＝ホープ (1907–1988)   | 9代ニューカッスル公 16代リンカン伯 ヘンリー ペラム＝クリントン＝ホープ (1907–1988)   | 9代ニューカッスル公 16代リンカン伯 ヘンリー ペラム＝クリントン＝ホープ (1907–1988)   |                              |                              | 10代ニューカッスル公 17代リンカン伯 エドワード ペラム＝クリントン (1920–1988) 1988年に公爵位廃絶 | 10代ニューカッスル公 17代リンカン伯 エドワード ペラム＝クリントン (1920–1988) 1988年に公爵位廃絶 | 10代ニューカッスル公 17代リンカン伯 エドワード ペラム＝クリントン (1920–1988) 1988年に公爵位廃絶 | 10代ニューカッスル公 17代リンカン伯 エドワード ペラム＝クリントン (1920–1988) 1988年に公爵位廃絶 | 10代ニューカッスル公 17代リンカン伯 エドワード ペラム＝クリントン (1920–1988) 1988年に公爵位廃絶 | 10代ニューカッスル公 17代リンカン伯 エドワード ペラム＝クリントン (1920–1988) 1988年に公爵位廃絶 |                                                          |                                                          |                                                          |                                                          |  |  | 18代リンカーン伯 エドワード ファインズ＝クリントン (1913–2001)         | 18代リンカーン伯 エドワード ファインズ＝クリントン (1913–2001)         | 18代リンカーン伯 エドワード ファインズ＝クリントン (1913–2001)         | 18代リンカーン伯 エドワード ファインズ＝クリントン (1913–2001)         | 18代リンカーン伯 エドワード ファインズ＝クリントン (1913–2001)         | 18代リンカーン伯 エドワード ファインズ＝クリントン (1913–2001)         |  |  |  |  |  |  |  |  |  |  |  |  |  |  |  |  |  |  |  |  |  |  |  |  |
|                                                                                             |                                                                                             |                                                                                             |                                                                                             |                                                                                             |                                                                                             |                                                                            |                                                                            |                                                                                |                                                                                |                                                                                |                                                                                | 9代ニューカッスル公 16代リンカン伯 ヘンリー ペラム＝クリントン＝ホープ (1907–1988)   | 9代ニューカッスル公 16代リンカン伯 ヘンリー ペラム＝クリントン＝ホープ (1907–1988)   | 9代ニューカッスル公 16代リンカン伯 ヘンリー ペラム＝クリントン＝ホープ (1907–1988)   | 9代ニューカッスル公 16代リンカン伯 ヘンリー ペラム＝クリントン＝ホープ (1907–1988)   | 9代ニューカッスル公 16代リンカン伯 ヘンリー ペラム＝クリントン＝ホープ (1907–1988)   | 9代ニューカッスル公 16代リンカン伯 ヘンリー ペラム＝クリントン＝ホープ (1907–1988)   |                              |                              | 10代ニューカッスル公 17代リンカン伯 エドワード ペラム＝クリントン (1920–1988) 1988年に公爵位廃絶 | 10代ニューカッスル公 17代リンカン伯 エドワード ペラム＝クリントン (1920–1988) 1988年に公爵位廃絶 | 10代ニューカッスル公 17代リンカン伯 エドワード ペラム＝クリントン (1920–1988) 1988年に公爵位廃絶 | 10代ニューカッスル公 17代リンカン伯 エドワード ペラム＝クリントン (1920–1988) 1988年に公爵位廃絶 | 10代ニューカッスル公 17代リンカン伯 エドワード ペラム＝クリントン (1920–1988) 1988年に公爵位廃絶 | 10代ニューカッスル公 17代リンカン伯 エドワード ペラム＝クリントン (1920–1988) 1988年に公爵位廃絶 |                                                          |                                                          |                                                          |                                                          |  |  | 18代リンカーン伯 エドワード ファインズ＝クリントン (1913–2001)         | 18代リンカーン伯 エドワード ファインズ＝クリントン (1913–2001)         | 18代リンカーン伯 エドワード ファインズ＝クリントン (1913–2001)         | 18代リンカーン伯 エドワード ファインズ＝クリントン (1913–2001)         | 18代リンカーン伯 エドワード ファインズ＝クリントン (1913–2001)         | 18代リンカーン伯 エドワード ファインズ＝クリントン (1913–2001)         |  |  |  |  |  |  |  |  |  |  |  |  |  |  |  |  |  |  |  |  |  |  |  |  |
|                                                                                             |                                                                                             |                                                                                             |                                                                                             |                                                                                             |                                                                                             |                                                                            |                                                                            |                                                                                |                                                                                |                                                                                |                                                                                |                                                                                      |                                                                                      |                                                                                      |                                                                                      |                                                                                      |                                                                                      |                              |                              |                                                                                                  |                                                                                                  |                                                                                                  |                                                                                                  |                                                                                                  |                                                                                                  |                                                          |                                                          |                                                          |                                                          |  |  | フィンズ卿(儀礼称号) エドワード ファインズ＝クリントン (1943–1999)     |                                                                        |                                                                        |                                                                        |                                                                        |                                                                        |  |  |  |  |  |  |  |  |  |  |  |  |  |  |  |  |  |  |  |  |  |  |  |  |
|                                                                                             |                                                                                             |                                                                                             |                                                                                             |                                                                                             |                                                                                             |                                                                            |                                                                            |                                                                                |                                                                                |                                                                                |                                                                                |                                                                                      |                                                                                      |                                                                                      |                                                                                      |                                                                                      |                                                                                      |                              |                              |                                                                                                  |                                                                                                  |                                                                                                  |                                                                                                  |                                                                                                  |                                                                                                  |                                                          |                                                          |                                                          |                                                          |  |  |                                                                        |                                                                        |                                                                        |                                                                        |                                                                        |                                                                        |  |  |  |  |  |  |  |  |  |  |  |  |  |  |  |  |  |  |  |  |  |  |  |  |
|                                                                                             |                                                                                             |                                                                                             |                                                                                             |                                                                                             |                                                                                             |                                                                            |                                                                            |                                                                                |                                                                                |                                                                                |                                                                                |                                                                                      |                                                                                      |                                                                                      |                                                                                      |                                                                                      |                                                                                      |                              |                              |                                                                                                  |                                                                                                  |                                                                                                  |                                                                                                  |                                                                                                  |                                                                                                  |                                                          |                                                          |                                                          |                                                          |  |  |                                                                        |                                                                        |                                                                        |                                                                        |                                                                        |                                                                        |  |  |  |  |  |  |  |  |  |  |  |  |  |  |  |  |  |  |  |  |  |  |  |  |
|                                                                                             |                                                                                             |                                                                                             |                                                                                             |                                                                                             |                                                                                             |                                                                            |                                                                            |                                                                                |                                                                                |                                                                                |                                                                                |                                                                                      |                                                                                      |                                                                                      |                                                                                      |                                                                                      |                                                                                      |                              |                              |                                                                                                  |                                                                                                  |                                                                                                  |                                                                                                  | 19代リンカーン伯 ロバート ファインズ＝クリントン (1972-)                                         | 19代リンカーン伯 ロバート ファインズ＝クリントン (1972-)                                         | 19代リンカーン伯 ロバート ファインズ＝クリントン (1972-) | 19代リンカーン伯 ロバート ファインズ＝クリントン (1972-) | 19代リンカーン伯 ロバート ファインズ＝クリントン (1972-) | 19代リンカーン伯 ロバート ファインズ＝クリントン (1972-) |  |  | ウィリアム ファインズ＝クリントン 後ハウソン姓 (1980-) 推定相続人      | ウィリアム ファインズ＝クリントン 後ハウソン姓 (1980-) 推定相続人      | ウィリアム ファインズ＝クリントン 後ハウソン姓 (1980-) 推定相続人      | ウィリアム ファインズ＝クリントン 後ハウソン姓 (1980-) 推定相続人      | ウィリアム ファインズ＝クリントン 後ハウソン姓 (1980-) 推定相続人      | ウィリアム ファインズ＝クリントン 後ハウソン姓 (1980-) 推定相続人      |  |  |  |  |  |  |  |  |  |  |  |  |  |  |  |  |  |  |  |  |  |  |  |  |